# کیسوارا
کیسوارا (به اسپانیایی: Kiswara) یک کوه در پرو است که در منطقه آیاکوچو واقع شده‌است. کیسوارا ۴٬۴۰۰ متر بالاتر از سطح دریا واقع شده‌است.